# Muskwoikauepawit
Muskwoikauepawit ('stojeći medvjed') jedna od bandi Indijanaca Cree koji su svoje ime uzeli po poglavici, a 1856. živjeli su kod Ft. de Prairie na Sjeverozapadnom teritoriju u Kanadi. Spominje ih Hayden (1862).

## Vanjske poveznice
- Cree Indian Divisions